# Anywhere but Home
Anywhere but Home – pierwsza koncertowa płyta grupy Evanescence. Wydana 23 listopada 2004 przez Wind-up Records. Zawiera zapis koncertu, który odbył się 25 maja 2004 w hali Le Zénith w Paryżu we Francji. Reżyserem materiału video na dołączonej płycie DVD jest Hamish Hamilton. Oprócz koncertu znajdują się na niej teledyski do utworów „My Immortal”, „Going Under”, „Bring Me To Life” i „Everybody’s Fool” oraz filmy zza kulis.

## Lista utworów
1. „Haunted” (Lee, Moody, Hodges) – 4:04
2. „Going Under” (Lee, Moody, Hodges) – 3:57
3. „Taking Over Me” (Lee, Moody, Hodges, LeCompt) – 3:57
4. „Everybody’s Fool” (Lee, Moody, Hodges) – 3:40
5. „Thoughtless” (Korn cover) (Shaffer, Davis, Welch, Arvizu, Silveria) – 4:37
6. „My Last Breath” (Lee, Moody, Hodges) – 3:53
7. „Farther Away” (Lee, Moody, Hodges) – 5:02
8. „Breathe No More” (Lee) – 3:33
9. „My Immortal” (Lee, Moody, Hodges) – 4:38
10. „Bring Me to Life” (Lee, Moody, Hodges) – 4:43
11. „Tourniquet” (Lee, Gray, Hodges, Moody) – 4:17
12. „Imaginary” (Lee, Moody, Hodges) – 5:25
13. „Whisper” (Lee, Moody, Hodges) – 5:45
14. „Missing” (Studio) (Lee, Moody, Hodges) – 4:16